# Neocompsa aspasia
Neocompsa aspasia är en skalbaggsart som beskrevs av Martins 1974. Neocompsa aspasia ingår i släktet Neocompsa och familjen långhorningar. Inga underarter finns listade i Catalogue of Life.